# آلوین موریس
آلوین موریس (انگلیسی: Alwyn Morris؛ زادهٔ ۲۲ نوامبر ۱۹۵۷) قایقران کانو اهل کانادا بود.
وی در مسابقات کشوری و بین‌المللی در مجموع برندهٔ ۱ مدال طلا، ۱ مدال نقره، ۲ مدال برنز شده‌است.